# فرودگاه پاراسن
 فرودگاه پاراسن (به انگلیسی: Paraćin Airport) یک فرودگاه غیرنظامی با کد یاتا PND است که یک باند فرود چمن دارد و طول باند آن ۹۰۰ متر است. این فرودگاه در کشور صربستان قرار دارد و در ارتفاع ۱۶۲ متری از سطح دریا واقع شده است.